# Catherine Peñán
Catherine Elizabeth Peñán Paillacar (Santiago de Chile, 16 de abril de 1989) es una patinadora chilena de ascendencia mapuche. Su especialidad es el patinaje de velocidad sobre patines en línea.

## Carrera deportiva
En el mundial de su especialidad del año 2003, realizado en Barquisimeto, Venezuela, obtuvo una medalla de plata y cuatro de bronce. En el mundial de 2005, realizado en China, obtuvo una medalla de bronce, una de plata y una de oro. En el mundial de 2006, realizado en Corea del Sur, obtuvo tres medallas de oro y una de plata, transformándose en la mejor situada en la categoría de damas juveniles. Ese mismo año, en los VIII Juegos Sudamericanos, ganó una medalla de oro, una de plata y una de bronce.
Previo al Mundial de Corea del Sur y siendo una promisoria figura del patinaje mundial, recibió ofrecimientos concretos para ir a competir a Alemania.[cita requerida] Luego, tras su exitosa performance y demostrando una notoria superioridad en dicho torneo, Catherine finalmente decidió partir a Suiza a competir por el team Rollerblade, donde fue integrante oficial de este equipo los años 2007 y 2008.
En 2011 obtuvo medalla de bronce en los Juegos Panamericanos realizados en Guadalajara, México.

## Vida personal
Hija de Pedro Peñán y María Payacán.
Mediáticamente, se hizo más conocida en su país por su aparición en el programa de concursos ¿Quién merece ser millonario? (Canal 13), donde fue representada por la periodista deportiva Soledad Bacarreza. También apareció en el programa Series nacionales de Chilevisión, que realizó un seguimiento a su preparación para el mundial de Corea, incluyendo entrevistas y muestra la intimidad con su familia.
En 2010 tuvo su primer hijo.

## Triunfos

### Mundiales de Patinaje
| Evento             | Oro                                                            | Plata                      | Bronce                                                                                          |
| ------------------ | -------------------------------------------------------------- | -------------------------- | ----------------------------------------------------------------------------------------------- |
| Barquisimeto, 2003 |                                                                | 20 mil metros eliminación  | 5 mil metros en línea 10 mil metros eliminación 15 mil metros eliminación 10 mil metros relevos |
| Abruzzo, 2004      |                                                                |                            |                                                                                                 |
| Suzhou, 2005       | 10 mil m combinados                                            | 20.000 m eliminación ruta  | 10 mil m puntos                                                                                 |
| Anyang, 2006       | 15 mil m eliminación 10 mil metros mixtos 20 mil m eliminación | 10 mil puntos ruta juvenil |                                                                                                 |

### Juegos Sudamericanos
| Evento                          | Oro                          | Plata                      | Bronce                    |
| ------------------------------- | ---------------------------- | -------------------------- | ------------------------- |
| VIII edición Buenos Aires, 2006 | 5 mil metros combinada pista | 5 mil metros relevos pista | 3 mil metros puntos ruta  |
| IX edición Medellín, 2010       |                              |                            | 5 mil metros relevos ruta |